# 多布羅維爾利亞 (布利茲紐基區)
48°41′20″N 36°36′44″E / 48.68889°N 36.61222°E
多布羅維利亞（烏克蘭語：Добровілля）是位於烏克蘭東部的村莊，由哈爾科夫州洛佐瓦區的布利茲紐基市鎮負責管轄。該村始建於1630年，面積900平方公里，海拔高度98米，2001年人口724。